# 达克森豪森
达克森豪森（德語：Dachsenhausen）是德国莱茵兰-普法尔茨州的一个市镇。总面积10.18平方公里，总人口1030人，其中男性526人，女性504人（2011年12月31日），人口密度101人/平方公里。